# Calliopsis syphar
Calliopsis syphar är en biart som beskrevs av Shinn 1967. Calliopsis syphar ingår i släktet Calliopsis och familjen grävbin. Inga underarter finns listade.